# Saint-Germain-d'Arcé
Pour les articles homonymes, voir Saint-Germain.
Saint-Germain-d'Arcé est une commune française, située dans le département de la Sarthe en région Pays de la Loire, peuplée de 346 habitants (les Arcéens).
La commune fait partie de la province historique de l'Anjou, et se situe dans le Baugeois.

## Géographie

### Localisation

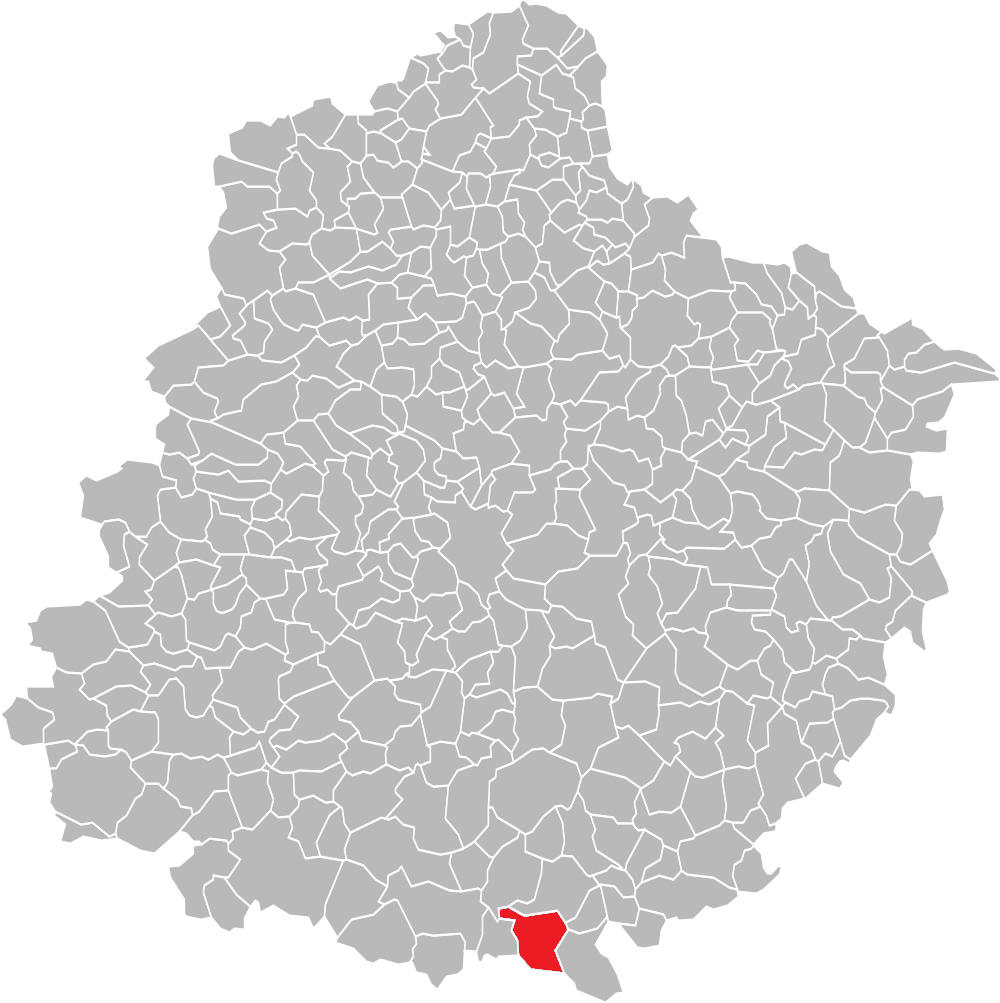
Situation de la commune de Saint-Germain-d'Arcé dans le département de la Sarthe.

Saint-Germain-d'Arcé, commune du sud du département de la Sarthe, est située au cœur du Maine angevin. Le village se trouve, en distances orthodromiques, à 42 km au sud du Mans, la préfecture du département, et à 10,7 km au sud-est du Lude, la ville la plus proche. Les communes limitrophes sont Vaas, La Bruère-sur-Loir, Chenu, Aubigné-Racan, La Chapelle-aux-Choux, ainsi que Villiers-au-Bouin dans le département d'Indre-et-Loire.
| Aubigné-Racan         | Vaas                               | La Bruère-sur-Loir |
| La Chapelle-aux-Choux | Saint-Germain-d'Arcé               | Chenu              |
|                       | Villiers-au-Bouin (Indre-et-Loire) |                    |

### Géologie et relief
La superficie de la commune est de 2 919 hectares. L'altitude varie entre 36 et 108 mètres. Le point le plus haut se situe à l'est du bourg, à proximité du lieu-dit « Fontenay », tandis que le point le plus bas se situe sur la Fare, au nord-ouest, où la rivière se jette dans le Loir.

### Hydrographie
Le principal cours d'eau de Saint-Germain-d'Arcé est la Fare, qui traverse la commune du sud-est vers le nord-ouest. Elle rejoint le Loir, qui borde Saint-Germain-d'Arcé et délimite la limite communale avec Aubigné-Racan.

### Climat
Pour des articles plus généraux, voir Climat des Pays de la Loire et Climat de la Sarthe.
En 2010, le climat de la commune est de type climat océanique dégradé des plaines du Centre et du Nord, selon une étude du CNRS s'appuyant sur une série de données couvrant la période 1971-2000. En 2020, Météo-France publie une typologie des climats de la France métropolitaine dans laquelle la commune est exposée à un climat océanique et est dans la région climatique  Moyenne vallée de la Loire, caractérisée par une bonne insolation (1 850 h/an) et un été peu pluvieux. 
Pour la période 1971-2000, la température annuelle moyenne est de 11 °C, avec une amplitude thermique annuelle de 14,5 °C. Le cumul annuel moyen de précipitations est de 718 mm, avec 10,9 jours de précipitations en janvier et 7 jours en juillet. Pour la période 1991-2020, la température moyenne annuelle observée sur la station météorologique de Météo-France la plus proche, sur la commune de Saint-Christophe-sur-le-Nais à 14 km à vol d'oiseau, est de 12,1 °C et le cumul annuel moyen de précipitations est de 682,2 mm,. Pour l'avenir, les paramètres climatiques de la commune estimés pour 2050 selon différents scénarios d'émission de gaz à effet de serre sont consultables sur un site dédié publié par Météo-France en novembre 2022.

### Voies de communication et transports
Saint-Germain-d'Arcé se situe au carrefour de la RD 141, qui arrive à l'ouest depuis La Chapelle-aux-Choux et repart vers l'est en direction de Chenu, et de la RD 217 qui entre au nord en provenance de Vaas et repart au sud vers Villiers-au-Bouin.

## Urbanisme

### Typologie
Au 1er janvier 2024, Saint-Germain-d'Arcé est catégorisée commune rurale à habitat très dispersé, selon la nouvelle grille communale de densité à sept niveaux définie par l'Insee en 2022.
Elle est située hors unité urbaine et hors attraction des villes,.

### Occupation des sols
L'occupation des sols de la commune, telle qu'elle ressort de la base de données européenne d’occupation biophysique des sols Corine Land Cover (CLC), est marquée par l'importance des territoires agricoles (68,3 % en 2018), en diminution par rapport à 1990 (71,4 %). La répartition détaillée en 2018 est la suivante : 
terres arables (29,3 %), forêts (27,2 %), prairies (23,1 %), cultures permanentes (9,8 %), zones agricoles hétérogènes (6,1 %), mines, décharges et chantiers (3,6 %), zones urbanisées (0,9 %). L'évolution de l’occupation des sols de la commune et de ses infrastructures peut être observée sur les différentes représentations cartographiques du territoire : la carte de Cassini (XVIIIe siècle), la carte d'état-major (1820-1866) et les cartes ou photos aériennes de l'IGN pour la période actuelle (1950 à aujourd'hui).

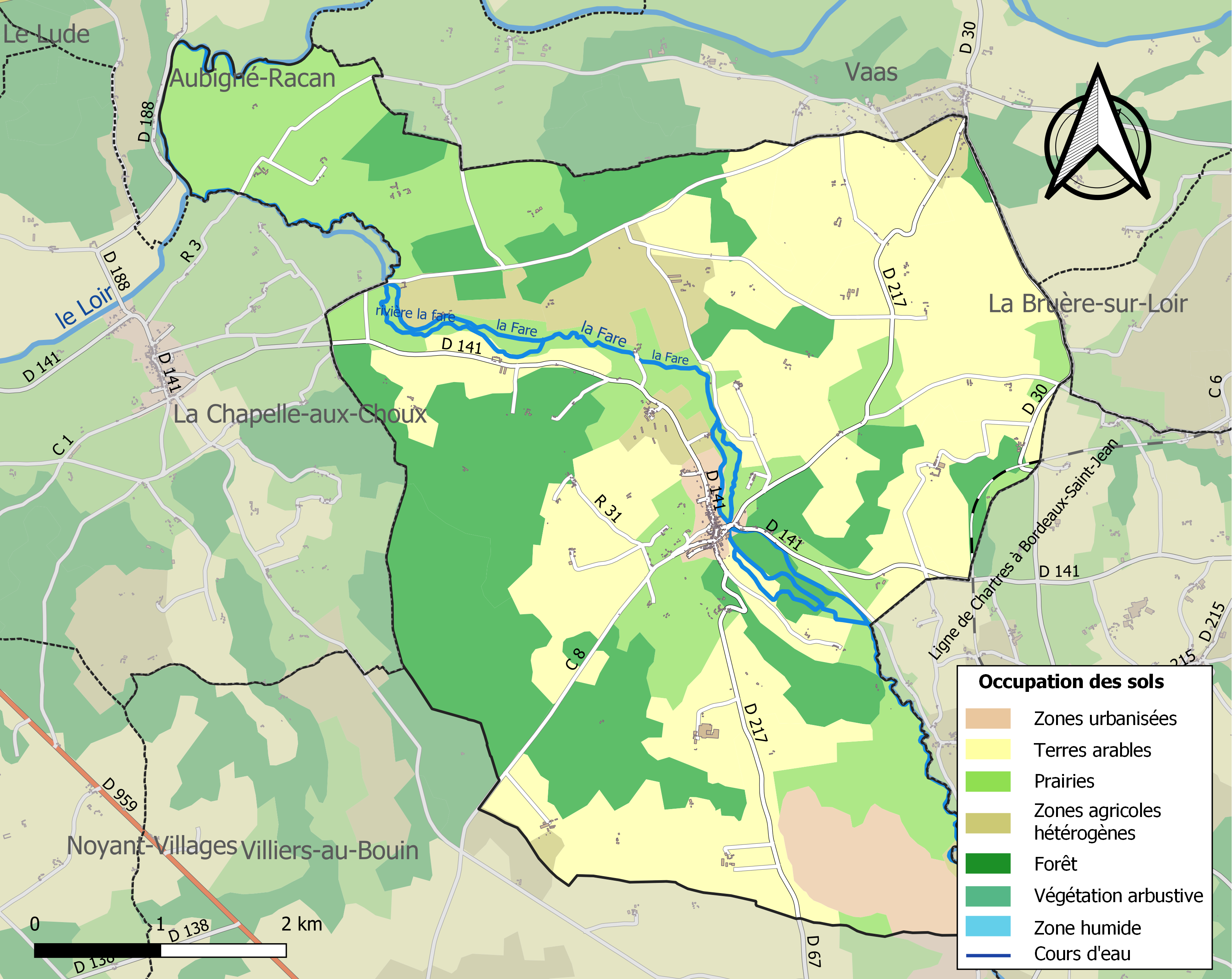
Carte des infrastructures et de l'occupation des sols de la commune en 2018 (CLC).

## Toponymie
Durant la Révolution, la commune porte le nom d'Arcé-sur-Fare.

## Histoire
Sous l'Ancien Régime, la commune dépendait de la sénéchaussée angevine de Baugé et du tribunal spécial ou « grenier à sel » du Lude.

## Héraldique
| Blason de Saint-Germain-d'Arcé | Blason  | D'azur à la croix d'argent cantonné en chef à la tête de cerf contournée du même et d'un poisson aussi d'argent posé en bande. |
| Blason de Saint-Germain-d'Arcé | Détails | Le statut officiel du blason reste à déterminer.                                                                               |

## Politique et administration
| Période                                  | Période   | Identité            | Étiquette | Qualité   |
| ---------------------------------------- | --------- | ------------------- | --------- | --------- |
| ?                                        | mars 2001 | Jean Gillet         |           |           |
| mars 2001                                | mars 2014 | Jean-François Moral | SE        |           |
| mars 2014                                | En cours  | Martine Boulay      | SE        | Retraitée |
| Les données manquantes sont à compléter. |           |                     |           |           |

## Démographie
L'évolution du nombre d'habitants est connue à travers les recensements de la population effectués dans la commune depuis 1793. Pour les communes de moins de 10 000 habitants, une enquête de recensement portant sur toute la population est réalisée tous les cinq ans, les populations de référence des années intermédiaires étant quant à elles estimées par interpolation ou extrapolation. Pour la commune, le premier recensement exhaustif entrant dans le cadre du nouveau dispositif a été réalisé en 2004.
En 2022, la commune comptait 346 habitants, en évolution de +2,37 % par rapport à 2016 (Sarthe : −0,25 %, France hors Mayotte : +2,11 %).
| 1793 | 1800 | 1806 | 1821 | 1831 | 1836 | 1841 | 1846 | 1851 |
| ---- | ---- | ---- | ---- | ---- | ---- | ---- | ---- | ---- |
| 835  | 867  | 831  | 800  | 766  | 762  | 738  | 776  | 762  |

| 1856 | 1861 | 1866 | 1872 | 1876 | 1881 | 1886 | 1891 | 1896 |
| ---- | ---- | ---- | ---- | ---- | ---- | ---- | ---- | ---- |
| 753  | 769  | 778  | 759  | 723  | 735  | 717  | 755  | 716  |

| 1901 | 1906 | 1911 | 1921 | 1926 | 1931 | 1936 | 1946 | 1954 |
| ---- | ---- | ---- | ---- | ---- | ---- | ---- | ---- | ---- |
| 715  | 730  | 741  | 627  | 651  | 618  | 583  | 564  | 572  |

| 1962 | 1968 | 1975 | 1982 | 1990 | 1999 | 2004 | 2006 | 2009 |
| ---- | ---- | ---- | ---- | ---- | ---- | ---- | ---- | ---- |
| 592  | 493  | 430  | 376  | 352  | 347  | 358  | 357  | 385  |

| 2014 | 2019 | 2022 | - | - | - | - | - | - |
| ---- | ---- | ---- | - | - | - | - | - | - |
| 344  | 334  | 346  | - | - | - | - | - | - |

## Économie
En 2010, le revenu fiscal médian par ménage était de 24 731 €, ce qui plaçait Saint-Germain-d'Arcé au 23 602e rang parmi les 31 525 communes de plus de 39 ménages en métropole.
En 2009, la population âgée de 15 à 64 ans s'élevait à 238 personnes, parmi lesquelles on comptait 76,1 % d'actifs dont 66 % ayant un emploi et 10,1 % de chômeurs.
On comptait 150 emplois dans la zone d'emploi, contre 190 en 1999. Le nombre d'actifs ayant un emploi résidant dans la zone d'emploi étant de 160, l'indicateur de concentration d'emploi est de 93,9 %, ce qui signifie que la zone d'emploi offre un peu moins d'un emploi pour un habitant actif.
L'économie de la commune est fortement liée au secteur primaire. Au 31 décembre 2010, Saint-Germain-d'Arcé comptait 43 établissements : 20 dans l’agriculture-sylviculture-pêche, 1 dans l'industrie, 1 dans la construction, 18 dans le commerce-transports-services divers et 3 étaient relatifs au secteur administratif. En 2011, une entreprise a été créée à Saint-Germain-d'Arcé.

## Lieux et monuments
- Dolmen d'Amnon (ou Amenon), classé au titre des monuments historiques en 1976[23].
- Église Saint-Germain, des XVe et XVIe siècles. Elle renferme un ensemble maître-autel - retable du XVIIe siècle[24], ainsi qu'une statue de la Vierge à l'Enfant du XIVe siècle[25] et deux calices, des XVIIe et XVIIIe siècles[26],[27], tous classés monuments historiques au titre d'objets.
- Stèle commémorative du poste de commandement Touraine-Anjou-Maine (TAM) de l'Organisation de résistance de l'armée (ORA) au lieu-dit le Potireau.
- Château d'Amenon.

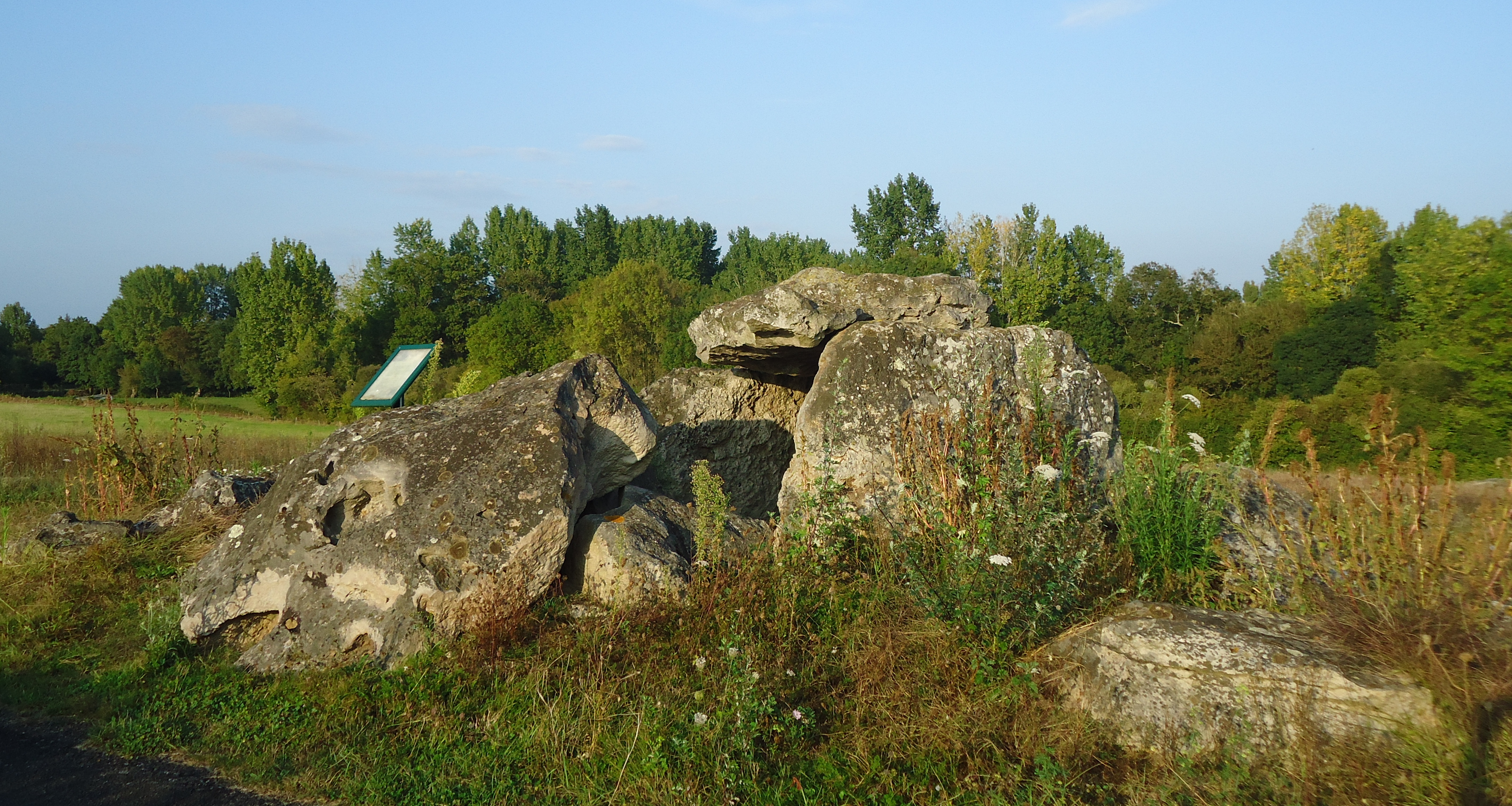
Le dolmen d'Amenon.
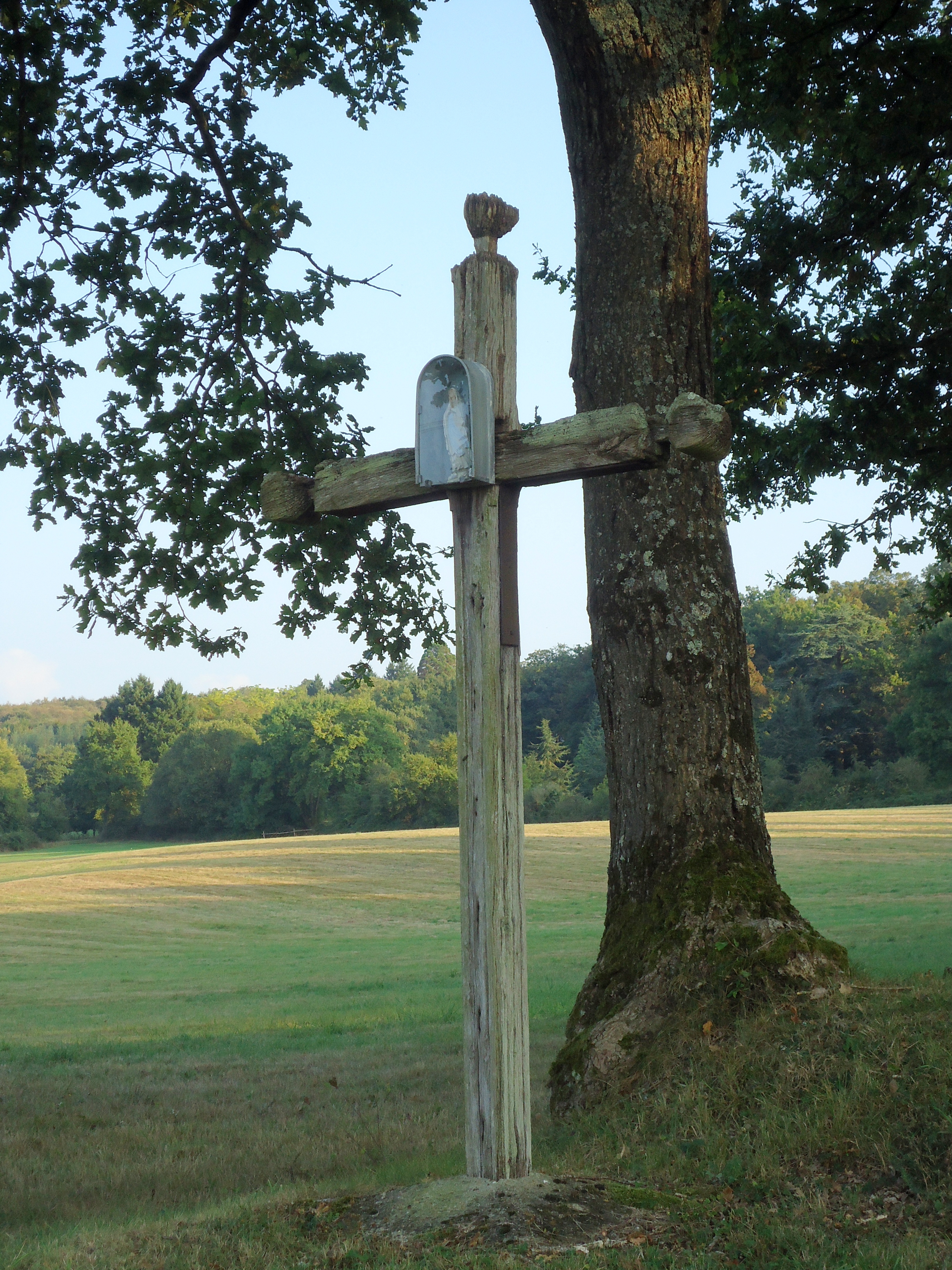
Le calvaire d'Amenon.

## Activité et manifestations
- 1er mai : tournoi de pétanque.
- 14 juillet : défilé et retraite aux flambeaux le soir.
- Dernier dimanche de juillet : vide-greniers et marché du terroir suivi d'un feu d'artifice aux alentours de 23 heures 30.

## Personnalités liées
- Pierre Damien-Triouleyre (né le 6 février 1824 dans la commune). Élève de Jean-Marie Bonnassieux, il fit ses études au petit séminaire de Précigné. Artiste maniant la pierre, le bois, le bronze et le marbre (œuvre dans la cathédrale de Tours, l'hôpital, basilique Saint-Martin)[28],[29].